# Vespa barbouri
Vespa barbouri är en getingart som beskrevs av Joseph Charles Bequaert 1939.
Vespa barbouri ingår i släktet bålgetingar och familjen getingar. Inga underarter finns listade i Catalogue of Life.